# Caatinganthus harleyi
Caatinganthus harleyi, južnoamerička vrsta dvosupnice iz porodice glavočika. Endem u brazilskoj državi Bahia. Raste u bazenu gornjeg toka rijeke São Francisco. Opisana je tek 1999